# Auburn Automobile
Auburn (Оберн) — з 1900 року американський виробник автомобілів. Штаб-квартира розташована в Оберні, штат Індіана. У 1918 році компанію купують Вільям Ріглі та Ральф Бард. У 1937 році компанія припинила виробництво автомобілів.

## Чарльз Еккарт
Фірму «Оберн» заснував Чарльз Еккарт, який працював у фірмі, що виготовляла тарантаси, називалася ця фірма «Студебеккер».
Працювавши на «Студебеккер», він мріяв відкрити власну справу. Це йому вдалося в 1874 році, через 8 років після того, як одружився далеко не з бідною дівчиною. Вони продають ферму, на якій жили, і засновують фірму Eckhart Carriage Company.

## Заснування компанії
Через 19 років, у 1893 році, старий Чарльз передає фірму своїм двом синам: старшому Френку і молодшому Морісу. До рубежу століть брати приходять до думки, що настає ера автомобілів і треба зайнятися цією справою. У 1900 році вони засновують фірму Auburn, на честь рідного міста Оберн, що в штаті Індіана.

## Початок виробництва автомобілів
У тому ж році брати Еккарт будують автомобіль — на прототипі встановлені суцільні гумові шини, замість керма — важіль «tiller», мотор, об'ємом 2.3 л, мав єдиний циліндр, машинка розвивала приблизно 10 сил. Брати стали продавати авто за ціною 800 доларів усім охочим, яких, до речі, не особливо то й знайшлося.

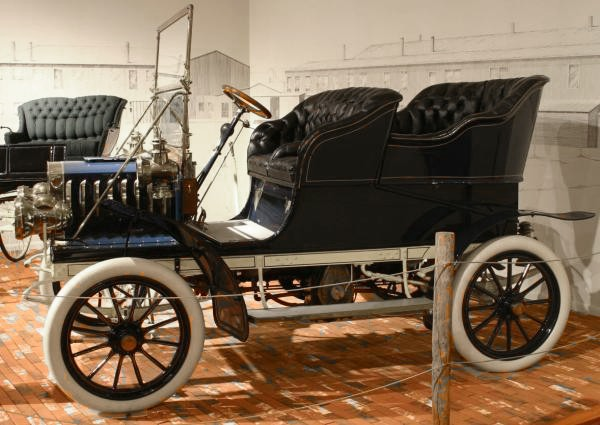
Auburn Model A

Через 2 роки до виставки 1903 року з'явилася вже серійна машина «Серії А», на ній стояв той же мотор, але потужністю 12.5 сил, також момент на задні колеса передавався за допомогою ланцюга, але вже було встановлене кермо. Кузов був також типу «Ранебоут».
Через рік з'являється вже багатомісна версія з кузовом «Тоурінг», на який можна було замовити і тент, а головне — монолітні покришки замінюються на пневматичні. Опційно можна замовити на машину фари, зокрема т. зв. «пошукову», яка заміняла фару дальнього світла і гудок. За цілий рік вдалося продати 50 автомобілів.
1905 рік ознаменувався тим, що нарешті з'явилася багатоциліндрова модель. Тепер під капотом стало цілих 2 циліндра, правда об'єм мотора в рази більший, і склав 3.2 л, видавав він 20 сил. Машина отримала назву «Модель Б». Машина мала підніжки і крила.
Через рік фірма «Оберн» переїжджає на територію, де розташовувалася фірма Model Gas Engine Works, яка випускала двигуни і трансмісії, сама фірма «Модел Газ» переїхала в Перу, що знаходилося в штаті Індіана. У підсумку «Оберн» випускав до самої своєї кончини автомобілі на цьому заводі.
Разом з переїздом була доопрацьована модель «Б» і з'явилася модель «Ц», яка при тому ж об'ємі мотора розвивала 24 сили, шасі машини були трохи збільшені в розмірі.
Через рік фірма знову збільшує базу автомобілів, цього разу на 15 см, мотор також збільшується в робочому об'ємі до 3.5 л, правда, потужність залишається на колишньому рівні — 24 сили, з якими авто може розганятися до 65 км/год. Уже є кілька серій кузовів, залежно від кузова моделі носять індекс D, E або F, через рік без конструктивних оновлень машини стали носити індекси G, H, K.

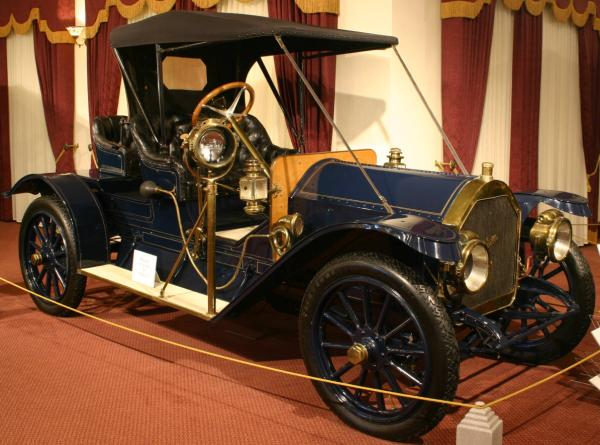
Auburn Model G Touring

У 1909 році машини отримують нові шасі, знову збільшилися в розмірах (і знову на 15 см), знову з'являються моделі B, C і D, тоді не модно було давати власні імена. Але головна новинка ховалася під капотом, нарешті фірма перейшла на 4-циліндрові мотори, вони мали об'єм 3.3 л і потужність майже 26 сил. Однак 2-циліндрові моделі залишилися у виробництві і носили індекс G і K.
Через рік у каталогах значилася 4-циліндрова модель В і 2-циліндрові G і К, причому об'єм мотора на 2-циліндрових був більшим, до них додалися серії: X, R і S. База цих автомобілів була ще на 25 см довшою серії В, а мотор мав уже солідний об'єм — 5.2 л, правда, кількість циліндрів дорівнювала все ще 4-м, але мотор не був власний, а покупний — фірми Rutenber Motor Co, видавав він 40 к.с.
1911 рік приніс заміну в індексах, модель В пішла в небуття, замість неї стали продавати F і L. Великі моделі Х, R і S замінилися на M, N, T і Y, також на шасі цих автомобілів встановили 2-циліндровий мотор, він носив індекс К, колишньою залишилася тільки модель G. У стандартне оснащення входили: 3 масляні лампи, 2 газові, домкрат і набір інструментів. У тому ж році фірма «Оберн» купує фірму Zimmerman, автомобілі цієї марки вони продовжили випускати до 1915 року.
У 1912 році 2-циліндрова модель пішла нарешті на спочинок, ротація була тепер такою:
30L — база машини 285.5 см, мотор фірми Rutenber, об'ємом 3.3 л і потужністю 30 сил;
35L — база машини 294.6 см, мотор 4.6 л, потужністю 35 сил;
40N — база машини 304.8 см, мотор фірми Rutenber, об'ємом 5.2 л і потужністю 40 сил.
Новинкою цього сезону стала 6-циліндрова модель, мотор був також фірми Rutenber, він розвивав потужність в 50 сил і мав об'єм у 6.9 л, база його становила 342,9 см, як базове обладнання значилися електричні фари і генератор.
У 1913 році — знову зміна моделей. У каталогах цього року значаться:
33L/M — 3.8 л 4-циліндровий автомобіль, найменший у виробничій програмі, нова модель, індекс М носить варіант з кузовом «Родстер»;
37L — 4.4 л, оснащувався всього одним типом кузова, також нова модель;
40ТС — старий 5.2 л варіант;
6-50 — та ж, що і в минулий рік, але з'явилися нові кузови;

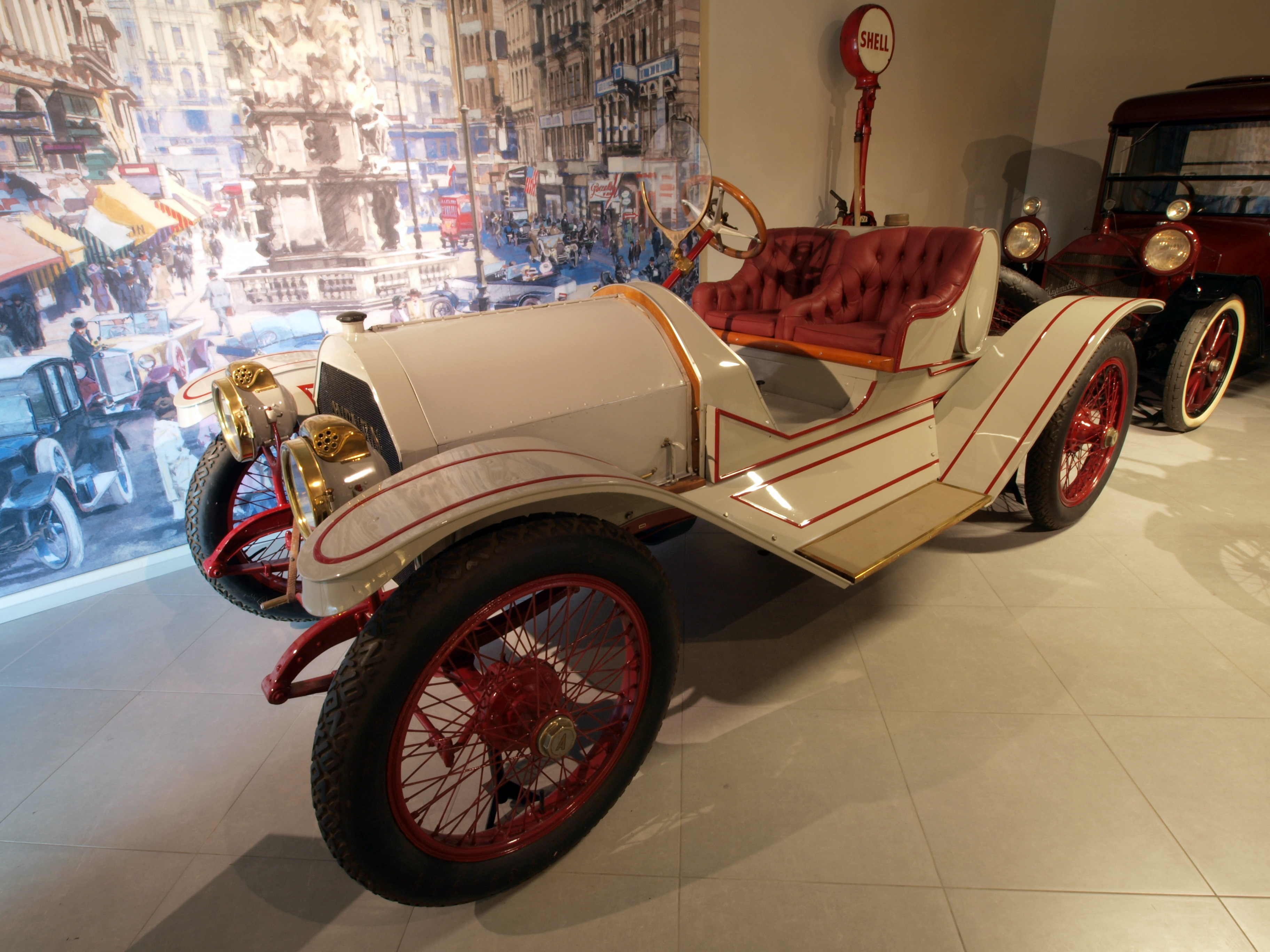
Auburn Model 30L

а ще однією новинкою є 45-сильна 6-45 з мотором в 6 циліндрів і об'ємом 5.7 л.
У 1914 році від змішаних позначень відмовляються, тепер машини продаються тільки під індексами, що означають кількість циліндрів і потужність. Із обігу виводиться модель 6-50 як надто дорога, до моделі 6-45 додаються: 4-40 зі старим перевіреним 5.2 л, 4-36 з мотором фірми Teetor, об'ємом 3.6 л, а також 6-40 з 4.7 л мотором фірми Continental, 6-47 з 5.7 л мотором і 6-38 з мотором фірми Rutenber, об'ємом в 3.5 л. Ці моделі випускалися до 1918 року.
Продажі фірми стали падати, передовсім через військові дії і нестабільність на ринку, у червні 1918 року брати Оберн продають фірму бізнесменам із Чикаго, один з них — Вільям Ріглі молодший, він піднявся на виробництві жуйки, а другий — Ральф Бард, згодом — замміністра військово-морського флоту за часів Рузвельта.
Однак молодший брат, Морріс Еккарт, залишається президентом компанії. З приходом нових господарів усі колишні моделі летять на звалище історії, і вже в 1919 році з'являється нова серія, яка носить ім'я Beauty Six, в цю серію входять 5 типів кузовів і спочатку 1 мотор фірми «Континентал» об'ємом 3.7 л і потужністю в 43 сили. Цей варіант носив додатковий індекс 6-39, а через 3 роки, в останній рік випуску, машина отримала більш потужний мотор того ж об'єму, який розвивав 55 сил і мав індекс 6-51.

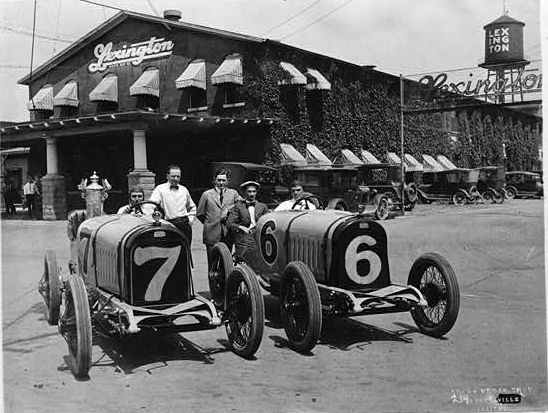
Auburn Beauty Six 6-39 Sport

Дизайн машини теж був з родзинкою: у передні крила були вмонтовані ящики для інструментів і поклажі, а кожні двері мали індивідуальну підніжку.
У 1923 році фірма випускає новий модельний ряд, який носить індекси: 6-43 з мотором 3.7 л; 6-51 з 4-літровим мотором; 6-63, також 4-літровий, але з більшою віддачею; ці машини були далеко не видатними, такі собі «середнячки» і «сірі мишки» автопромисловості. У підсумку продажі їх знизилися, і на складах скупчилося багато нерозпроданих машин.
У 1924 році ситуація пахла банкрутством, але тут керівництво компанії наймає талановитого сейлс-менеджера — Еррет Лобан Корда. Боси фірми пропонують йому зарплату в 36 000 доларів на рік, але Корд ставить свою умову — 20 % з продажів і можливість придбати контрольний пакет акцій у компанії, якщо він зможе зробити її прибутковою.
У підсумку він перефарбовує застояні автомобілі в блакитний і бордовий кольори, доповнює декор нікельованими молдингами, як обладнання додає інструменти, домкрат, спідометр, амперметр, електричний гудок, запасні шини, регулятор світла і блокування системи запалювання (щось типу іммобілайзера), таким чином усі машини розпродаються.

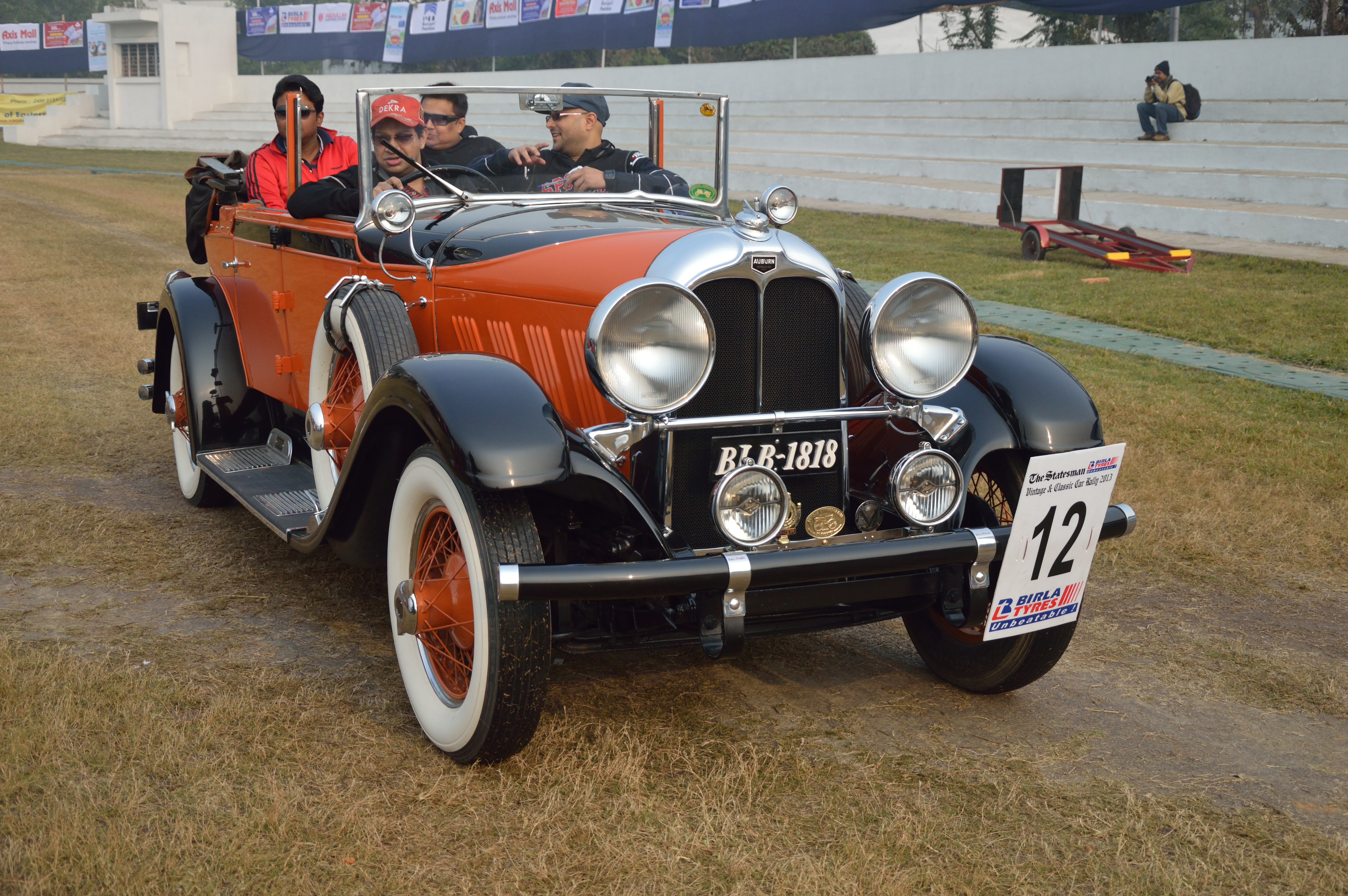
Auburn 8-88 Phaeton

У 1925 році в серію запускаються ще дві моделі, перша з них — «Серіес 4», з 4-циліндровим мотором, об'ємом 3.4 л фірми «Лайкомін», а друга — 8-циліндрова модель з мотором тієї ж фірми, об'ємом 4.5 л, і двома варіантами форсування, вони отримали індекси 8-63 і 8-88.

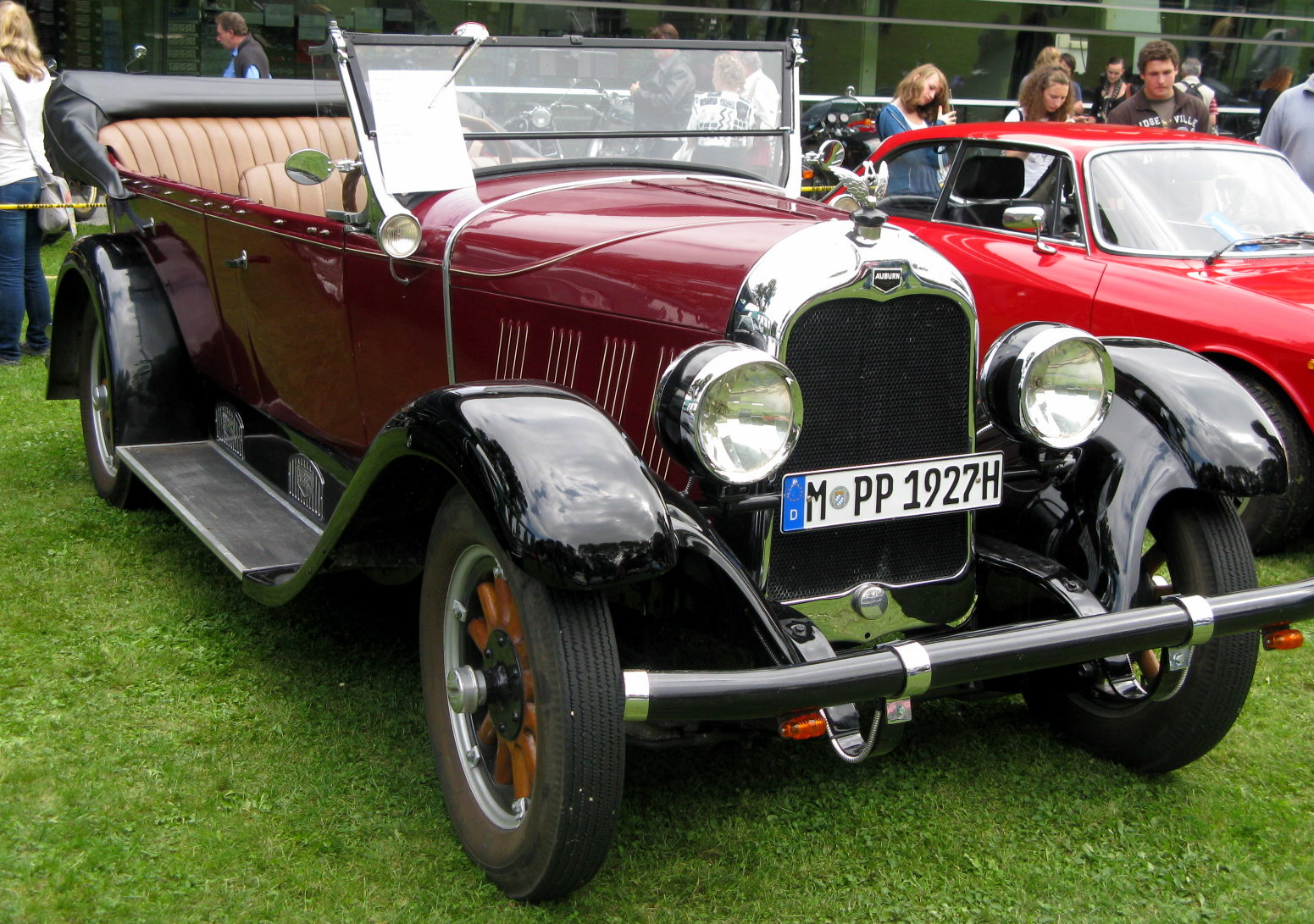
Auburn 6-66 Sedan

Шестициліндрові машини обзавелися родичеч з тим же об'ємом в 3.7 л, але з більшою віддачею, вони отримали індекс 6-66, автомобілі з 4-літровим мотором виходять з модельного ряду.
Усі «Оберни» починають фарбувати у двокольоровому варіанті.
У 1926 році Корд стає президентом компанії, бо фірма виходить у профіт, і за договором у нього є право викупити контрольний пакет акцій, що він і робить, а рада директорів беззастережно вибирає його президентом. Корд одразу купує моторну фірму Lycoming Foundry & Machine Co, фірму Duesenberg Motor Co. і кузовобудівну фірму Limousine Body Co.
У цей час Корд вирішує скласти конкуренцію фірмі Stutz, яка позбулася гідного конкурента на трасах у вигляді фірми Mercer. Корд знімає трасу «Атлантик Сіті Спідвей» в Нью-Джерсі в липні 1926 року, і ставить купу рекордів швидкості на моделі 8-88, починаючи з проміжку на 5 миль і кінчаючи рекордами середньої швидкості на 5000 миль.
А в модельному ряді цього сезону з'являється оновлена 4-циліндрова модель все з тим же 3.4 л, вона отримала індекс 4-44. В наступному сезоні в модельному ряду «Оберн» 4-циліндрових машин більше не буде

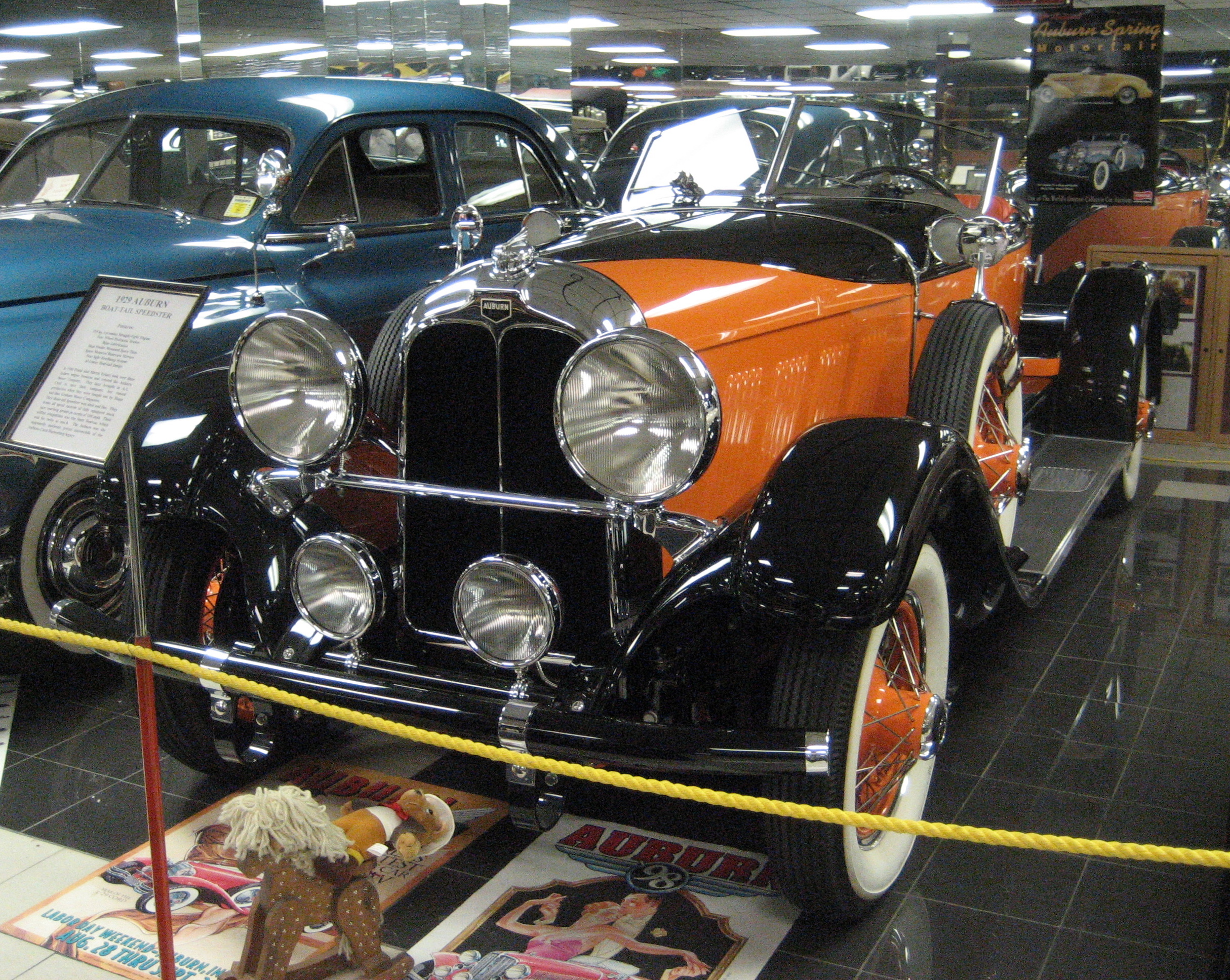
Auburn 8-115 Boattail Speedster

У 1928 році з'являються моделі 8-76 з 3.7 л мотором, і 115 з мотором 4.9 л, машини отримали гідравлічні гальма, і нарешті з'явився знаменитий кузов типу Boattail Speedster.
З появою цієї моделі «Оберн», якому не вдавалося перемогти на гоночних треках автомобілі марки «Штутц», приходячи постійно другим, нарешті пощастило обійти конкурента. Мортон, що сидів за кермом спідстера, зміг розігнати його до 173,5 км/год.
А оскільки «Оберн» був ще й дешевшим автомобілів «Штутц», то народ повалив купувати автомобілі марки «Оберн». 1928 рік став рекордним з продажу, в підсумку фірма продала більше 22 000 автомобілів, що було на 90 % більше, ніж в 1924 році.

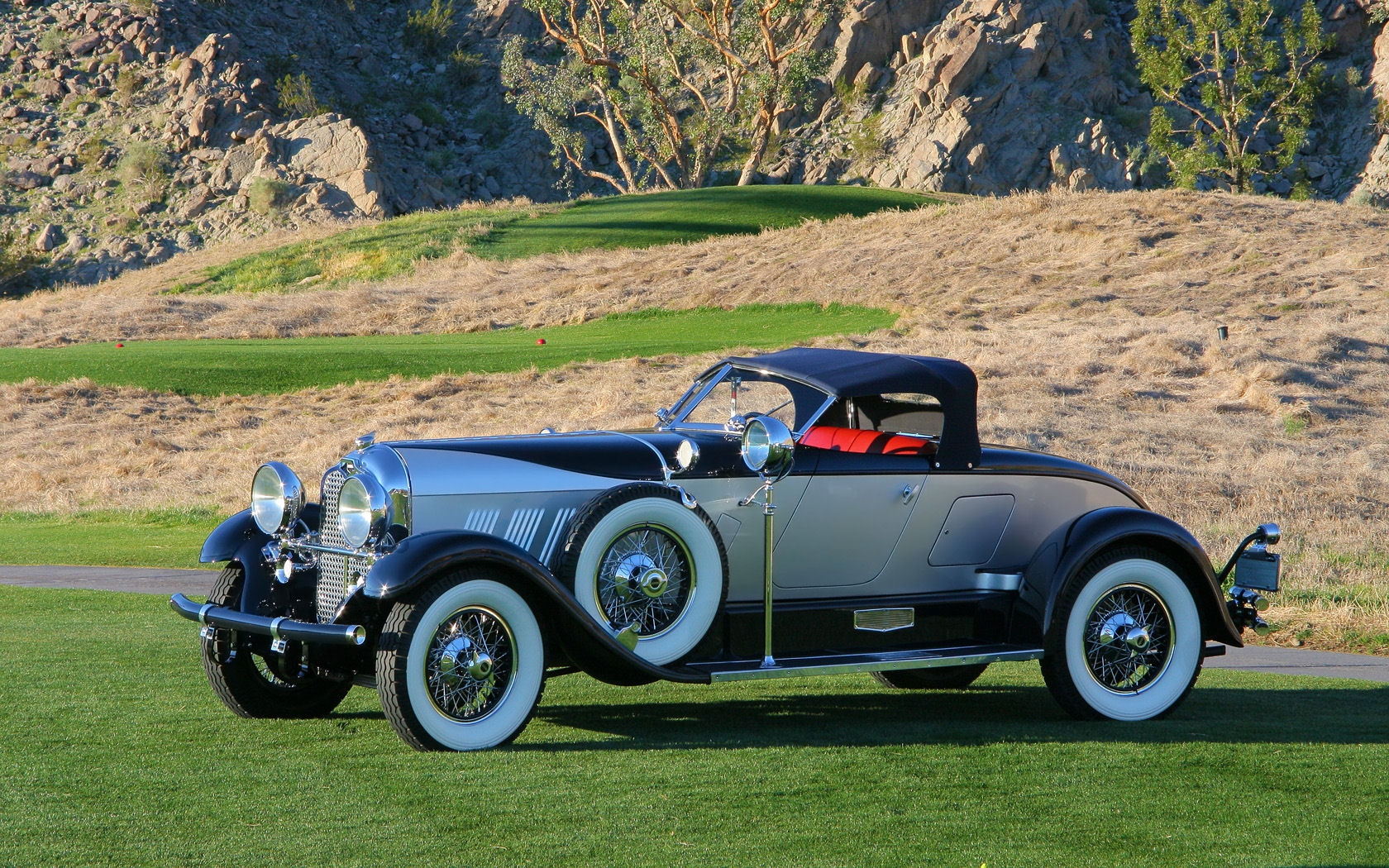
Auburn 8-120

У 1929 році з'являються моделі 6-80 з 3-літровим 65-сильним мотором, 8-90 з 4-літровим мотором і 93-ма к.с., і 8-120 з 4.9 л і 2 карбюраторами, який розвиває 120 к.с. На базі останньої була побудована цікава і своєрідна машина — Cabin Speedster, яка, на жаль, згоріла під час пожежі на виставці 1929 року.
Продажі йдуть настільки добре, що Корд дозволяє дилерам тримати в шоурумі максимум одну машину, бо завод не справляється з поставками. Продажі автомобілів не зміг зупинити навіть обвал на фондовій біржі 1929 року, звичайно, в 1930 році продажі впали до 13.700 авто в рік, але все ж фірма не була в збитку.

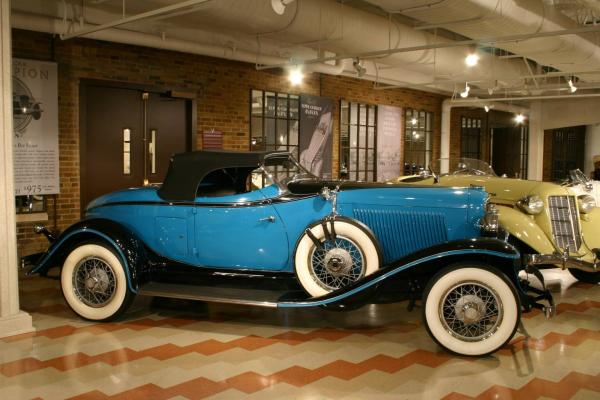
Auburn 6-85

1930 рік приносить із собою серії 6-85 з тим же 3-літровим мотором, форсованим до 70 сил, 8-95 зі збільшеною потужністю до 95 сил, і 8-125, який тепер розвиває 125 к.с.

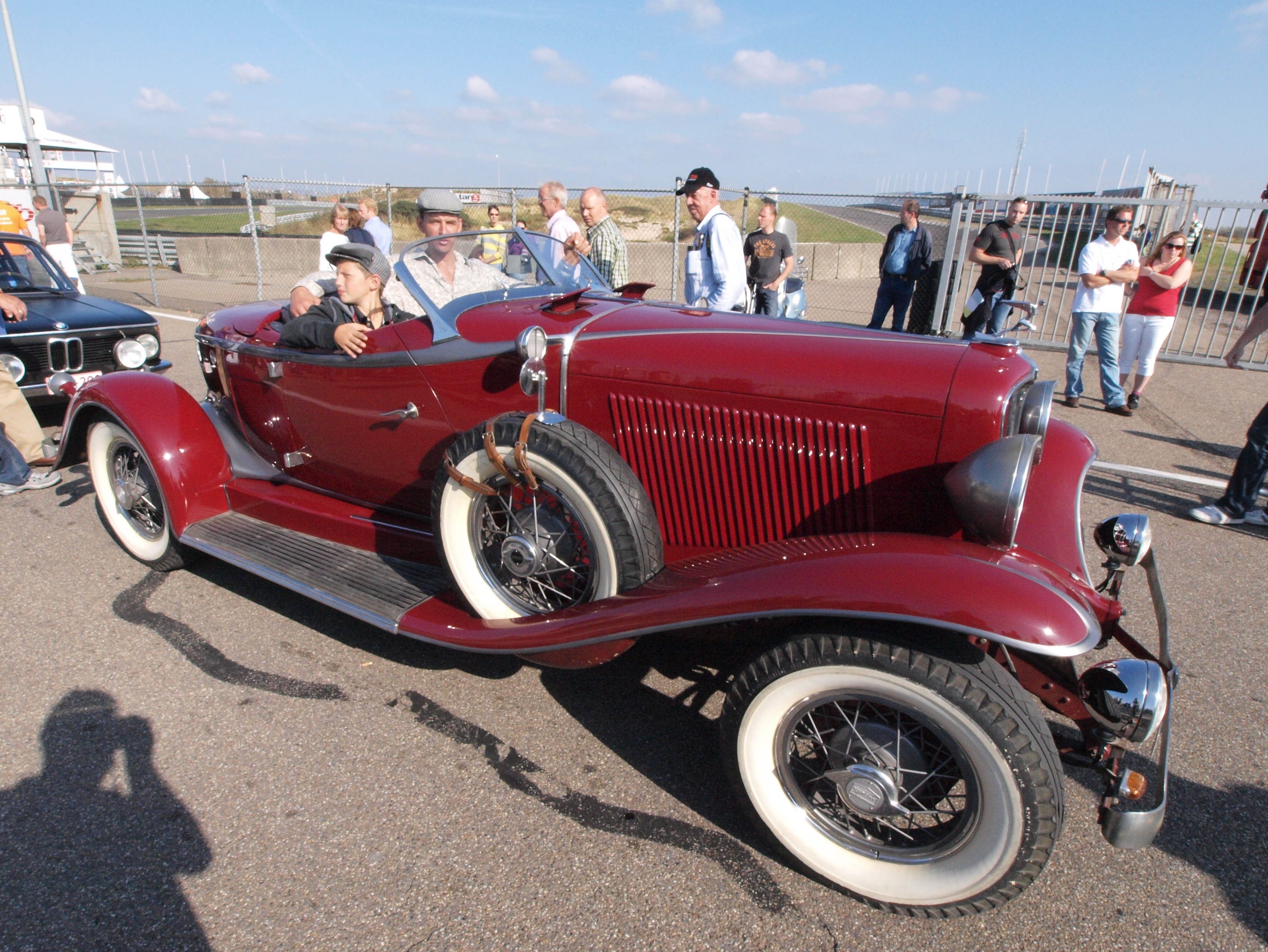
Auburn 8-98 Convertible

У 1931 році продажі виросли до 28 000 примірників, і це при тому, що в розпалі криза, цей рекорд побив продажі 1929 року, звичайно, не в останню чергу завдяки новим моделям. 8-98 услід за «Корд Л29» отримала раму з Х-подібним підсилювачем посередині, на машину встановили гідравлічні амортизатори, а як мастило стали використовувати оливу фірми Bijur, яка використовувалася тільки в дорогих автомобілях, а не таких, як «Оберн» («Оберн Спідстер», наприклад, був удвічі дешевшим за «Штутц»). Новий мотор має об'єм лише в 4.4 л, але потужність розвиває в 98 сил.

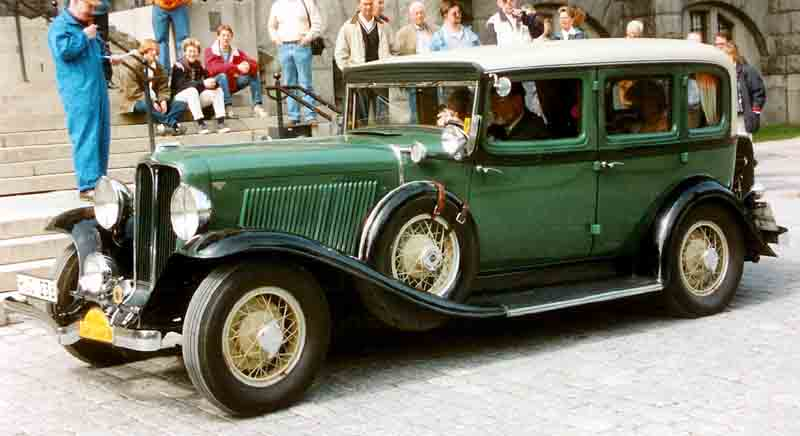
Auburn 8-100

До 1932 року потужність мотора доводять до 100 сил.

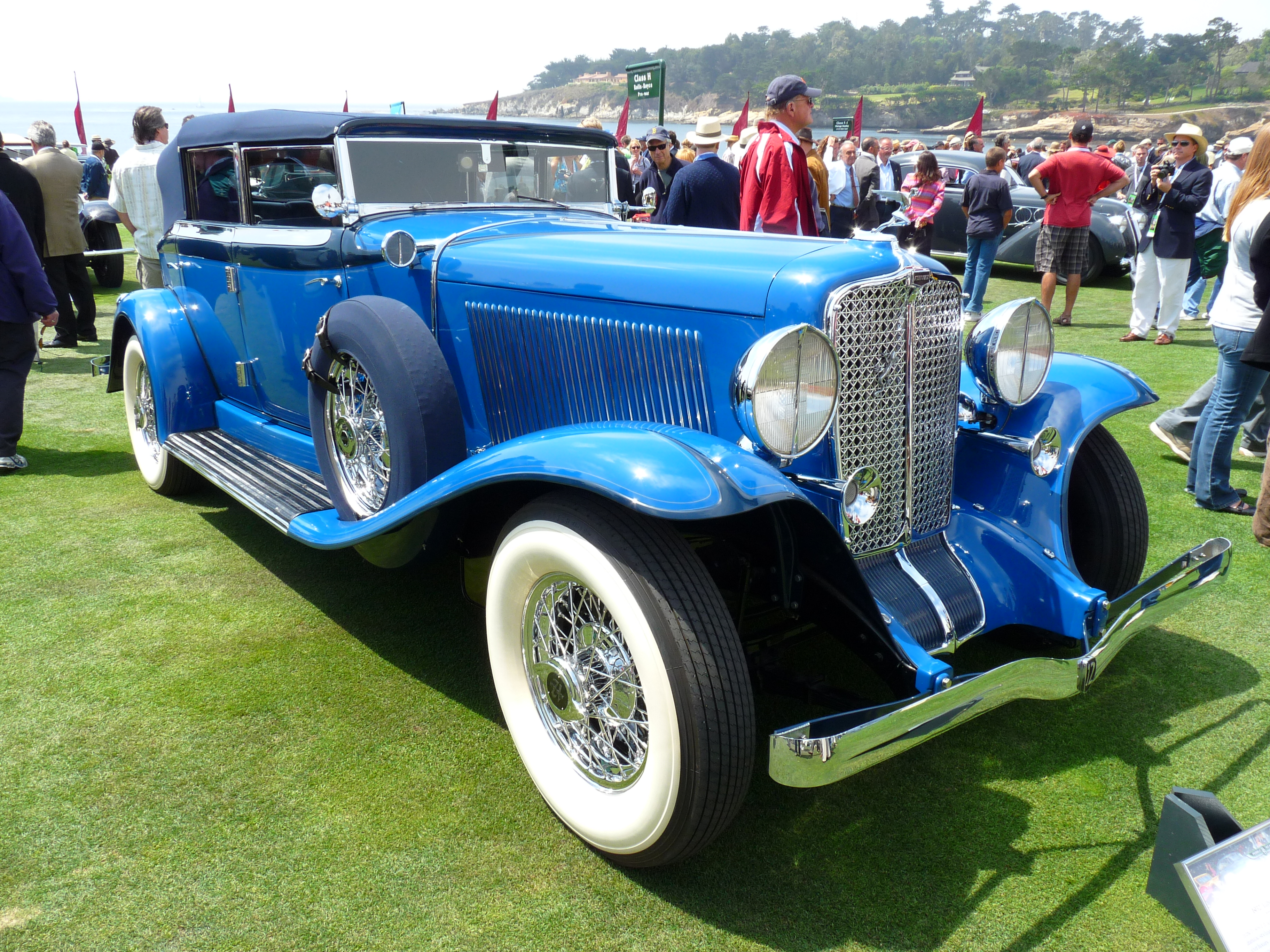
Auburn 12-160

А разом з цим натхнений успіхом Корд просить головного інженера Джорджа Кубліна побудувати 12-циліндрову модель. У підсумку з'являється 12-160, 6.4 л мотор розвиває 160 сил і дає змогу розганяти автомобіль  до 176 км/год, а позбувшись бамперів і крил — майже 190 км/год. Справа була в тому, що редуктор фірми Colambia мав два передавальних співвідношення, в підсумку передач було не 3, а 6.
Машина стала найдешевшою 12-циліндровою машиною на ринку, але тут і крився промах Корда: ті, у кого були гроші на 12-циліндрову машину, не хотіли мати дешевку, а ті, хто міг дозволити собі машину за ті гроші, що просили за «Оберн 12-160», не хотів мати потужну і дорогу в обслузі машину. «Оберн 12-160» коштував утричі дешевше аналогічних «Кадилаків» і «Пірс-Ерроу». Продажі скотилися до позначки в 11.000 машин.
У 1933 році Корд виїжджає з країни, залишивши своє автомобільне відділення на шефа фірми «Дюзенберг» — Гарольда Еймса. Під його керівництвом відбувається незначне оновлення модельного ряду. Моделі 8-101 та 8-105 прийшли на зміну колишнім позначенням, а 12-циліндрова модель отримала індекс 12-165, однак продажі падають вже до 6000 машин за рік.

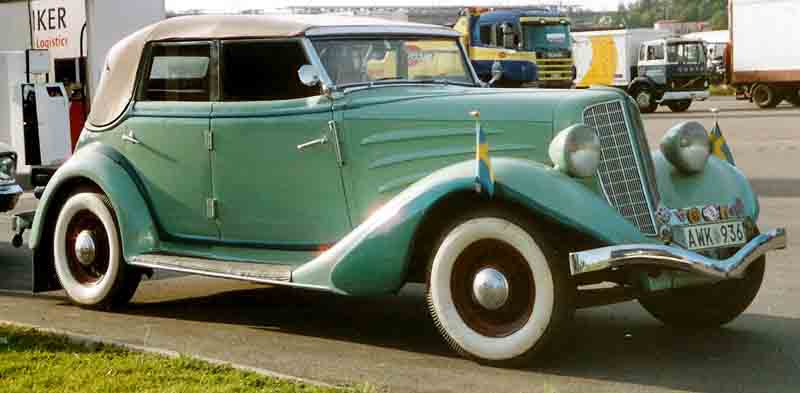
Auburn 8-50Y Phaeton

До 1934 року виводять моделі 8-50Х і 8-50Y з 4.6 л мотором, перший — з 100 силами, і другий — 115 к.с., також, щоб врятувати ситуацію, на ринок знову виводять 6-циліндрову модель 6-52, яка оснащена мотором 3.4 л потужністю 85 сил.

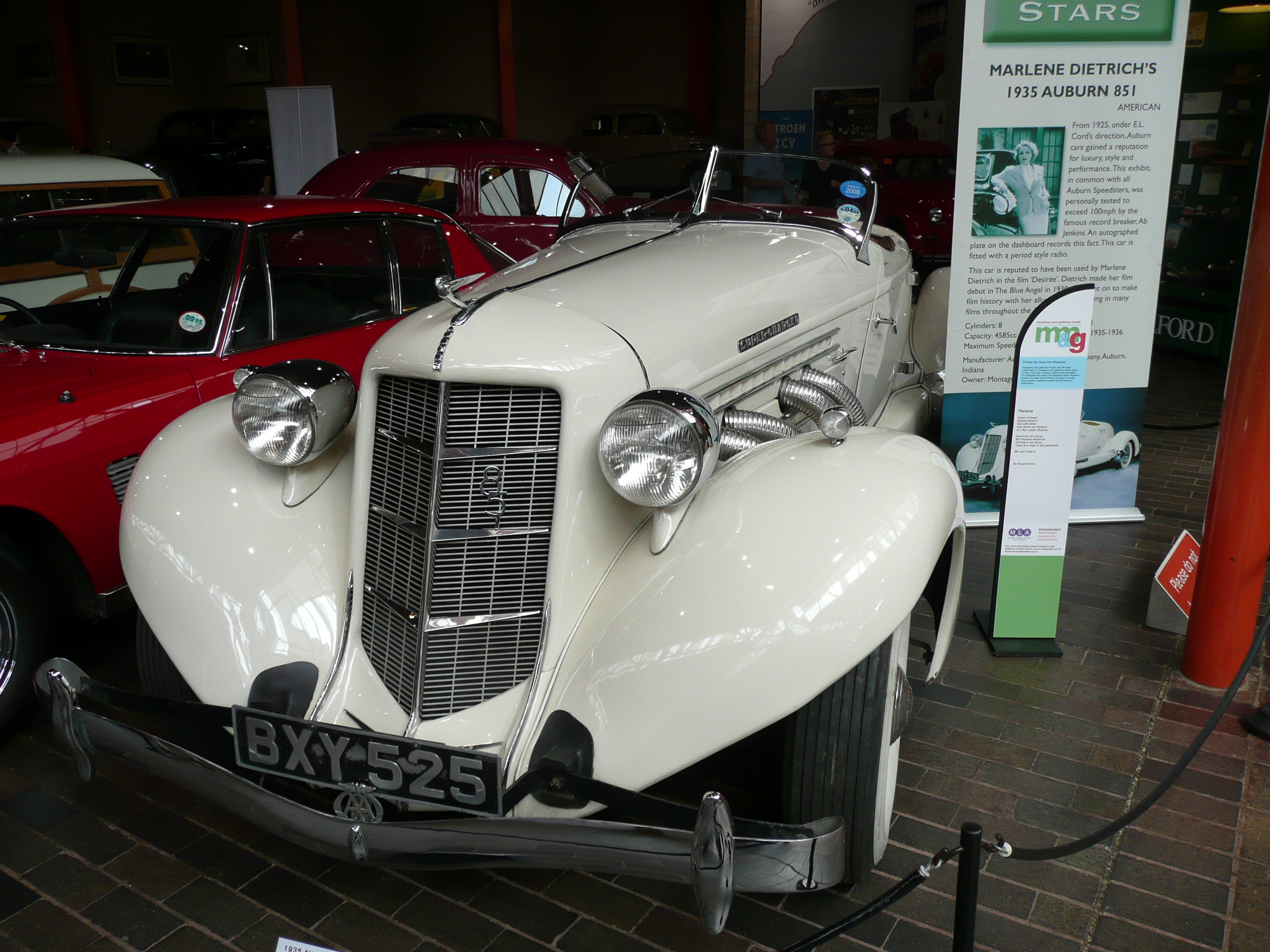
Auburn 851SC Boattail Speedster

Але ситуація залишається критична, Еймс просить дизайнера фірми «Дюзенберг» Гордона Б'юріга щось зробити з 12-циліндровою моделлю. Той береться за роботу, першим ділом він відправляє на пенсію 12-циліндровий мотор, замість нього ставить 8-циліндровий, об'ємом 4.6 л, який розвиває 115 сил, щоб конкурувати з швидкими машинами. Він підготовляє варіант з компресором фірми Schwitzer-Cummins, з ним мотор розвиває вже 150 сил. Кузови «Спідстерів» переробляються в «Боаттайл», крила замінюються на обтічні крила, при цьому старі продаються фірмам, що займаються ремонтом «Обернів», ставляться нові фари, хромовані гофри, що йдуть з капота і нагадують «Мерседесовські». У підсумку вийшла нова модель — 851.
Цей автомобіль розвивав більш ніж 165 км/год, про що свідчили таблички, прикручені на кожен «Спідстер», хоча історики сумніваються, щоб кожен з 500 випущених «Спідстерів» був протестований заводськими гонщиками.

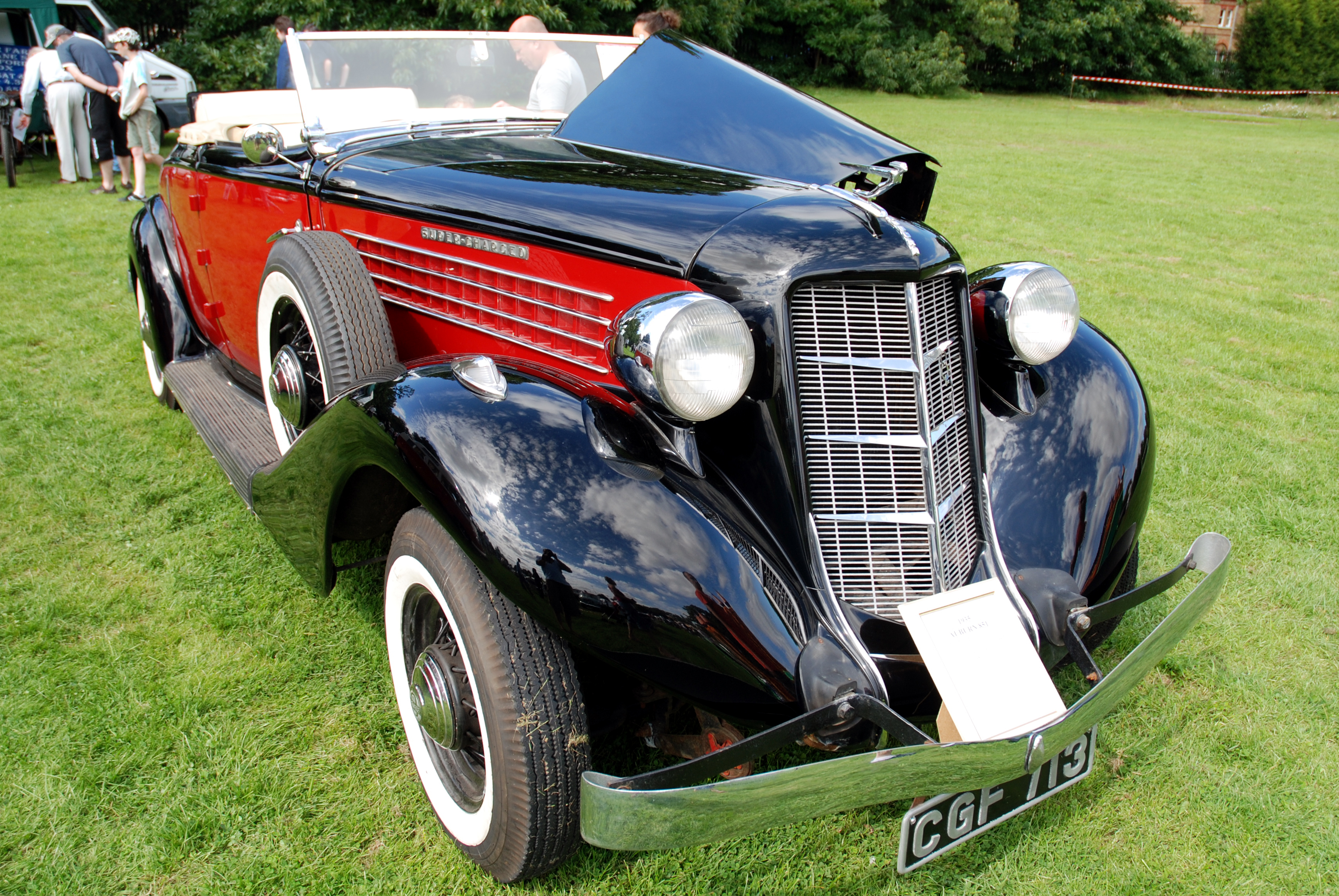
Auburn 852

Продажі пішли вгору, але собівартість машин була вищою тієї ціни, яку за них просили. У 1935 році фірма, продовжуючи втрачати гроші, оновлює 6- і 8-циліндрові моделі, які отримали індекс 653/654 і 852.

## Закриття компанії
Тоді ж публіці був показаний дизельний «Оберн» з мотором фірми Cummins об'ємом 6.2 л, який видавав 85 сил. Фірма мала особливі плани на цей автомобіль: якби вони запустили цю машину в серію, то стали б першим виробником легкових дизельних автомобілів. Проте планам не судилося здійснитися, оскільки Корд 4 серпня 1936 року продав свою автомобільну імперію, а 7 числа того ж місяця завод назавжди закрив свої ворота.
Лаври першого дизельного легкового авто отримав «Мерседес» у 1936 році. Щоправда, було побудовано 3 дизельних «Оберна» на шасі 851/852, одна з них збереглася до цих пір і знаходиться в музеї фірми «Оберн».

## Відродження марки
На цьому історія бренду не скінчилася: Гленн Прей купив права на всі 3 марки, що входили колись в імперію Корда, і в 1966 році, трохи переробивши кузов і подовживши базу, почав виробництво «Обернів», назвавши модель 866. Остання цифра позначала рік початку виробництва. Мотори на машини комплектувалися фірмою «Форд», так само, як і коробки передач. У середині 70-х Прей почав випускати 4-місні «Дуал Койл Фаетони». Фірма Auburn Cord Duesenberg Company випускала автомобілі з 1966 по 1981 рік.

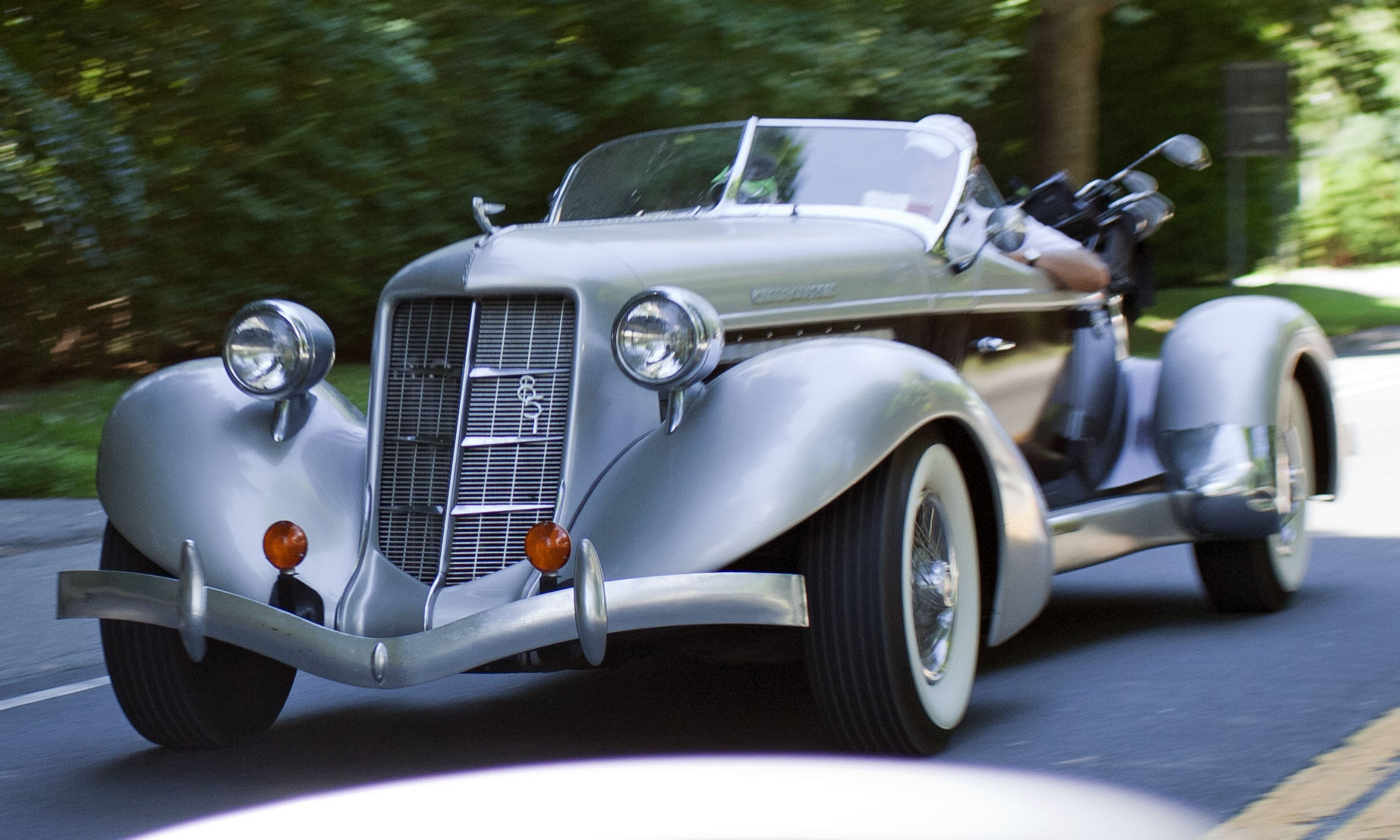
Auburn 866

Нині є багато фірм, які випускають репліки «Обернів», але саме фірма Прея є спадкоємицею легендарної марки, і більш того, у фірми зберігся запас оригінальних запчастин, які Прей купив ще в 1960 році в Уінслоу. Сам Гленн Прей, на жаль, помер.

## Список автомобілів Auburn
- 1903 — Auburn Model A
- 1905 — Auburn Model B
- 1906 — Auburn Model C
- 1907 — Auburn Model D
  - Auburn Model E
  - Auburn Model F
- 1908 — Auburn Model G
  - Auburn Model H
  - Auburn Model K
- 1910 — Auburn Model X
  - Auburn Model R
  - Auburn Model S
- 1911 — Auburn Model L
  - Auburn Model M
  - Auburn Model N
  - Auburn Model T
  - Auburn Model Y
- 1912 — Auburn Model 30L
  - Auburn Model 35L
  - Auburn Model 40N
  - Auburn 6-50
- 1913 — Auburn Model 33L
  - Auburn Model 33M
  - Auburn Model 37L
  - Auburn Model 40TC
  - Auburn 6-45
- 1914 — Auburn 4-40
  - Auburn 4-36
  - Auburn 6-40
  - Auburn 6-47
  - Auburn 6-38
- 1919 — Auburn Beauty Six 6-39
  - Auburn Beauty Six 6-51
- 1923 — Auburn 6-43
  - Auburn 6-51
  - Auburn 6-63
- 1925 — Auburn Series 4
  - Auburn 8-63
  - Auburn 8-88
  - Auburn 6-66
- 1926 — Auburn 4-44
- 1928 — Auburn 8-76
  - Auburn 8-115
- 1929 — Auburn 6-80
  - Auburn 8-90
  - Auburn 8-120
- 1930 — Auburn 6-85
  - Auburn 8-95
  - Auburn 8-125
- 1931 — Auburn 8-98
- 1932 — Auburn 8-100
  - Auburn 12-160
- 1933 — Auburn 8-101
  - Auburn 8-105
  - Auburn 12-165
- 1934 — Auburn 8-50X
  - Auburn 8-50Y
  - Auburn 6-52
  - Auburn 851
- 1935 — Auburn 653
  - Auburn 654
  - Auburn 852
- 1966 — Auburn 866